# Tollo
Tollo község (comune) Olaszország Abruzzo régiójában, Chieti megyében.

## Fekvése
A megye északnyugati részén fekszik. Határai: Canosa Sannita, Crecchio, Giuliano Teatino, Miglianico és Ortona.

## Története
Első írásos említése a 14. századból származik. A következő századokban nemesi birtok volt. Önállóságát a 19. század elején nyerte el, amikor a Nápolyi Királyságban felszámolták a feudalizmust.

## Népessége
A népesség számának alakulása:

## Főbb látnivalói
- Maria Santissima Assunta-templom
- Santa Croce-templom
- Santa Marina-templom